# Fylleri
Fylleri betecknar ett tillstånd då man uppträder offentligt när man är berusad av alkohol. Fram till 1976 var fylleri ett brott enligt Sveriges rikes lag. I dag får svensk polis omhänderta den som anträffas berusad av alkohol eller andra berusningsmedel och inte kan ta hand om sig själv eller annars utgör en fara för sig själv eller annan. Se även LOB, Lag (1976:511) om omhändertagande av berusade personer.